# Teresa Rohmann
Teresa Rohmann (Núremberg, 24 de julio de 1987) es una deportista alemana que compitió en natación.
Ganó cinco medallas en el Campeonato Europeo de Natación en Piscina Corta, en los años 2003 y 2004. Participó en los Juegos Olímpicos de Atenas 2004, ocupando el quinto lugar en la prueba de 200 m estilos.

## Palmarés internacional
| Campeonato Mundial en Piscina Corta | Campeonato Mundial en Piscina Corta | Campeonato Mundial en Piscina Corta | Campeonato Mundial en Piscina Corta |
| Año                                 | Lugar                               | Medalla                             | Prueba                              |
| ----------------------------------- | ----------------------------------- | ----------------------------------- | ----------------------------------- |
| 2003                                | Dublín (Irlanda)                    | Medalla de bronce                   | 200 m estilos                       |
| 2003                                | Dublín (Irlanda)                    | Medalla de bronce                   | 400 m estilos                       |
| 2004                                | Viena (Austria)                     | Medalla de oro                      | 200 m estilos                       |
| 2004                                | Viena (Austria)                     | Medalla de plata                    | 400 m estilos                       |
| 2004                                | Viena (Austria)                     | Medalla de bronce                   | 100 m estilos                       |